# UPT Sp V Koto Tengah/Kepenuhan
UPT Sp V Koto Tengah/Kepenuhan is een bestuurslaag in het regentschap Rokan Hulu van de provincie Riau, Indonesië. UPT Sp V Koto Tengah/Kepenuhan telt 846 inwoners (volkstelling 2010).